# Crisis? What Crisis?
Crisis? What Crisis? (deutsch: Krise? Welche Krise?) ist das vierte Studioalbum der britischen Pop-/Rockband Supertramp. Wie beim Vorgängeralbum Crime of the Century (1974) agierte die Gruppe bei der Aufnahme des Albums in ihrem klassischen Lineup – zum zweiten Mal in der Bandkarriere. Es erschien im Jahr 1975 und war recht erfolgreich.

## Beschreibung
Für die Aufnahme zur LP Crisis? What Crisis? kamen die nun erfolgreichen Supertramp (zum zweiten Mal) in ihrer Erfolgs-Besetzung zusammen: Rick Davies (Keyboards, Gesang), John Helliwell (Blasinstrumente, Gesang), Roger Hodgson (Gitarren, Keyboards, Gesang), Bob Siebenberg (Schlagzeug, Perkussion) und Dougie Thomson (Bass). Die Gruppe war also weiterhin als Quintett aktiv. Das Orchester wurde (erneut) von Richard Hewson geleitet.
Auf der Band lastete während der Produktion des Albums ein hoher Druck, da sie befürchteten, dass Crisis? What Crisis? am Erfolg des Vorgängeralbums Crime of the Century gemessen werden würde. Aus diesem Grund wählte man – wie bei dieser LP – erneut den erfolgreichen Produzenten Ken Scott, der gemeinsam mit der Band das Album produzierte.
Alle Songs wurden von Davies und Hodgson komponiert und getextet, die ihre Werke jeweils selbst sangen. Vier der zehn auf dem Album enthaltenen Lieder (Sister Moonshine, Another Man’s Woman, das nach wie vor zum Konzert-Programm gehört, Lady und Just a Normal Day) hatte die Gruppe bereits vor Album-Veröffentlichung in ihren Shows gespielt.
Der Albumname – Crisis? What Crisis? – ist ein Zitat aus dem Spielfilm Der Schakal (Thriller 1973) von Fred Zinnemann.
Mit ein paar Songs des Albums Crisis? What Crisis? und solchen vom Vorgänger-Album Crime of the Century im Gepäck ging die Band 1975/'76 auf Tournee, aus der aber (vorerst) kein Live-Album hervorging; aber 2001 erschien die Sonderauflage Is Everybody Listening? als Live-Album. Knapp 1½ Jahre nach Crisis? What Crisis? wurde das Studioalbum Even in the Quietest Moments … veröffentlicht.

## Liedliste
Das Album Crisis? What Crisis? (Original: LP A&M 394 560-1) enthält 10 Lieder. Die angegebenen Längen beziehen sich auf eine CD-Version (A&M 394 560-2) des Albums, das 47:24 Minuten lang ist. Auf der ursprünglichen Schallplatte (LP) befinden sich die Songs 1 bis 5 auf der A-Seite und 6 bis 10 auf der B-Seite.
1. Easy Does It – 2:16 – (Hodgson)
2. Sister Moonshine – 5:15 – (Hodgson); Hauptstimme: Hodgson; Teile: Davies
3. Ain't Nobody but Me – 5:11 – (Davies)
4. A Soapbox Opera – 5:00 – (Hodgson)
5. Another Man’s Woman – 6:17 – (Davies)
6. Lady – 5:25 – (Hodgson)
7. Poor Boy – 5:08 – (Davies)
8. Just a Normal Day – 4:03 – (Davies); Hauptstimme: Davies; Teile: Hodgson
9. The Meaning – 5:24 – (Hodgson)
10. Two of Us – 3:28 – (Hodgson)

## Besetzung
Die Band
- Rick Davies – Keyboards, Gesang
- John Helliwell – Blasinstrumente, Gesang
- Roger Hodgson – Gitarren, Keyboards, Gesang
- Bob Siebenberg (als Bob C. Benberg) – Schlagzeug, Percussion
- Dougie Thomson – Bass

Orchester:
- Leitung: Richard Hewson

## Aufnahme
Crisis? What Crisis? wurde 1975 in den USA und in Großbritannien in diesen Tonstudios aufgenommen und gemischt: Die Tonaufnahmen fanden im Sommer in den A&M Studios (Los Angeles, Kalifornien, USA) sowie im Herbst in den Ramport Studios (Lambeth, London, GB) statt. Die Abmischung und das Mastering wurden im Herbst in den Scorpio Sound Studios (London, GB) durchgeführt.

## Produktion
- Produzent: Ken Scott
- Co-Produzenten:
  - Ed Thacker (A&M Studios)
  - John Jansen (Ramport Studios)
  - William Reid-Dick (Ramport Studios)
- Cover-Gestaltung nach einer Idee von Rick Davies: Fabio Nicoli, Paul Wakefield und Dick Ward

## Singleauskopplungen
Als Singleauskopplungen wurden 1975 Lady (Hodgson) mit dem nicht auf dem Album Crisis? What Crisis? befindlichen Song You Started Laughing (When I Held You in My Arms) (Davies) als zweites Lied und 1976 Sister Moonshine (Hodgson) mit Ain't Nobody But Me (Davies) als zweiter Song ausgekoppelt. Beide Singles verkauften sich gemächlich und erzielten keine nennenswerten Chartplatzierungen.

## Kommerzieller Erfolg

### Chartplatzierungen
Das Album Crisis? What Crisis? kletterte in die Top-20 der britischen und in die Top-40 der US-amerikanischen Album-Charts.
| ChartsChartplatzierungen       | Höchstplatzierung | Wochen |
| ------------------------------ | ----------------- | ------ |
| Vereinigte Staaten (Billboard) | 44 (28 Wo.)       | 28     |
| Vereinigtes Königreich (OCC)   | 20 (15 Wo.)       | 15     |

### Auszeichnungen für Musikverkäufe
| Land/Region                  | Auszeichnungen für Musikverkäufe (Land/Region, Auszeichnung, Verkäufe) | Verkäufe |
| ---------------------------- | ---------------------------------------------------------------------- | -------- |
| Australien (ARIA)            | Gold                                                                   | 20.000   |
| Deutschland (BVMI)           | Gold                                                                   | 250.000  |
| Frankreich (SNEP)            | Gold                                                                   | 100.000  |
| Kanada (MC)                  | Platin                                                                 | 100.000  |
| Neuseeland (RMNZ)            | 2× Platin                                                              | 40.000   |
| Niederlande (NVPI)           | Gold                                                                   | 50.000   |
| Schweden (IFPI)              | Gold                                                                   | 50.000   |
| Vereinigtes Königreich (BPI) | Gold                                                                   | 100.000  |
| Insgesamt                    | 6× Gold · 3× Platin ·                                                  | 710.000  |

Hauptartikel: Supertramp/Auszeichnungen für Musikverkäufe

## Neuveröffentlichung 2002
Am 11. Juni 2002 erschien ebenfalls vom Label A&M Records eine überarbeitete Neuauflage des Albums Crisis? What Crisis?, deren Aufnahme von den originalen Bändern stammt. Das Booklet ist angelehnt an die Album-Gestaltung (mit Liedtexten) der Original-LP.
Aufnahme und Produktion:
- Remastering – Sterling Sound (Manhattan, New York City, New York, USA) – Greg Calbi und Jay Messina
- Remastering-Aufsicht – Bill Levenson
- Künstlerische Leitung – Vartan
- Cover-Gestaltung – Mike Diehl
- Produktions-Koordination – Beth Stempel